# 윈도우 메타파일
윈도우 메타파일(Windows Metafile, WMF)은 마이크로소프트 윈도우 운영 체제의 그래픽 파일 포맷이며, 1990년대에 설계되었다. 윈도우 메타파일은 응용 프로그램 간에 포팅이 가능하며 벡터 그래픽스와 비트맵 구성 요소를 모두 포함할 수 있다.
특히 WMF 파일은 윈도우의 그래픽 장치 인터페이스 (GDI) 계층에 전달하는 일련의 함수 호출을 저장하며 이를 이용하여 화면 상에 그림을 띄울 수 있다. 일부 GDI 함수가 오류 처리를 위해 콜백에 대한 포인터를 허용하므로 WMF 파일은 오류 없이 실행 코드를 포함할 수 있다.
WMF는 윈도우 3.0에 도입된 16비트 포맷이다. 워드, 파워포인트, 퍼블리셔와 같은 마이크로소프트 오피스 응용 프로그램을 위한 순수 벡터 포맷이다.
2007년에 몇 가지 명령어들이 포함된 32비트 버전으로 된 강화된 메타파일(Enhanced Metafile, EMF)이 모습을 드러냈다. EMF는 프린터 드라이버를 위한 그래픽 언어로 사용할 수도 있다. 현재 EMF의 최신 버전은 4.0이다.
윈도우 XP가 출시되면서 강화된 EMF+(Enhanced Metafile Format Plus 확장) 포맷이 도입되었다.
윈도우 메타파일의 압축된 버전도 존재하는데 이를 WMZ(Compressed Windows Metafile)나 EMZ(Compressed Windows Enhanced Metafile)로 부른다.

## 같이 보기
- 포스트스크립트
- 벡터 마크업 언어